# کونگ‌فوی اژدهای جنوبی
کونگ‌فوی اژدهای جنوبی (به چینی: 龍形摩橋) (به پین‌یین: lóng xíng mó qiáo) گونه‌ای از مشت‌زنی شائولین است که حرکات اژدهای افسانه‌ای چینی را تقلید می‌کند.
اژدها در فرهنگ چین، نقشی سودمند و تاثیرگذار دارد. اژدهای چینی مخلوطی از چندین حیوان از جمله مارمولک، مار و تمساح چینی بود که روح آب به حساب آمده و مسئول باریدن باران و در نتیجه تضمین کیفیت غلات و محصولات بود. اژدها نشان نگهبان خدایان و خرد راستین بود. خرد را به این دلیل به آنها نسبت داده‌اند که جانوران خونسرد در هنگام استراحت چنین به نظر می‌رسند که در حال تفکر به سر می‌برند.اژدها نشانه دو عنصر باستانی آب و خاک است که به موجودات قدرت داده و فریب می‌دهد.

## روش و جهان‌بینی
کونگ‌فوی اژدهای جنوبی یک هنر رزمی درونی و افزوننده چی (نیروی درونی) است که در ابتدا تمرینات آن سخت (برخلاف تمرینات نرم) و همانند سبک‌های بیرونی (برخلاف سبک‌های درونی همچون تای چی چوان و باگوآژانگ) است. در یادگیری حرکات، هنرآموزان ضربه زدن و دفاع سخت و کوبیدن پا در هر جابجایی را یاد می‌گیرند چون هر حرکت تنها با یک جابجایی باید تمام شود. سرانجام بدن خواهد توانست نیروی درونی را حفظ و انتقال دهد.

## تکنیک‌ها
سبک اژدهای جنوبی بر پایه تکنیک‌های مبارزه‌ای مختلفی استوار است که در گستره زیادی از نیازها می‌توان آنها را بکار برد. با این تکنیک‌ها می‌توان فرد مهاجم را چلاق کرده یا کشت یا در یک درگیری خیابانی اوضاع را به سادگی کنترل کرد.
لونگ یینگ (فرم اژدها) همچون دیگر سبک‌های کونگ‌فوی جنوبی بر نبرد نزدیک و قدرتمند تاکید دارد. همچنین از گرفتن‌ها و چنگ‌زدن‌ها نیز بهره می‌برد. این روش به عنوان یکی هنر رزمی بسیار خشن پدید آمده که در آن هدف مبارز کشتن حریف یا زخمی کردن او به نحوی است که دیگر نتواند به تمرین هنرهای رزمی بپردازد اگرچه گزینه‌ای دیگری نیز پیش‌روی قرار دارد. بکارگیرنده لونگ یینگ تکنیک‌های بسیاری برای آسیب زدن به مفاصل حریف و ازهم‌پاشیدن دفاع او در اختیار دارد. همچون دیگر کونگ‌فوهای جنوبی چندان پرش نداشته و ضربه‌های پای کمی را بکار برده و بیشتر از تکنیک‌های مشت، کف دست و پنجه‌ها استفاده می‌کند.
تمرینات لونگ یین دربرگیرنده تمرینات شدید بدن آهنین نیز هست. محکم کردن بازوها به خاطر بکارگیری گسترده آنها ضروری است. بسته به سبک روش‌های گوناگونی در محکم کردن بدن بکار گرفته می‌شود. تمرینات بدنی سه یا پنج یا هفت ستاره، سطل‌های نخودفرنگی، طناب‌های سنگین، کیسه‌های شن و بکارگیری تیرچه ضربه از روش‌های معمول در سبک‌های لونگ یینگ است.